# ジョン・キャリー・ホール
ジョン・キャリー・ホール（John Carey Hall、1844年1月22日 - 1921年10月21日）は、幕末に来日したイギリスの外交官である。

## 経歴・人物
北アイルランドに生まれ、クイーンズ大学ベルファストに入学する。卒業直後の1867年（慶応3年）に江戸幕府からの招聘により来日し、横浜に所在するイギリス公使館（現在駐日英国大使館）に勤める。
来日後は当時公使を務めていたハリー・パークスの指導のもと、同公使館に勤める職員の通訳の見習いとして活動した。明治維新後のには横浜イギリス総領事館と名称変更し、1903年（明治36年）にはその総領事を務める。1914年（大正3年）に任期満了により帰国するが、帰国後も日本アジア協会のイギリス代表の会長を務め、日英関係の親善に貢献した。